# Alfabeto nepalí
El alfabeto nepalí o newa es la escritura alfasilábica empleada históricamente en Nepal Mandala por el pueblo newar local para escribir su lengua, el nepal bhasa (no confundir con el idioma nepalí), y también para transcribir sánscrito. También hay testimonios de que ha sido utilizado para escribir el idioma parbatiya (khas)  aunque las lenguas pahari se escriben tradicionalmente con alfabeto takri y actualmente con devanagari.
Los prototipos más antiguos de este alfabeto, conocidos como Nepal Lipi o escritura Nepal, fueron de uso generalizado desde el siglo X hasta principios del siglo XX, pero desde entonces han sido reemplazados en gran medida por la escritura moderna conocida como devanagari. De las escrituras más antiguas, hay registrados alrededor de 50 000 manuscritos escritos en Nepal Lipi.
Fuera de Nepal, las escrituras bráhmicas también se han utilizado para escribir los idiomas sánscrito, hindi, maithili, bengalí, e incluso su uso se ha observado para escribir mantras en lugares tan distantes como Japón.

## Historia

### Historia temprana

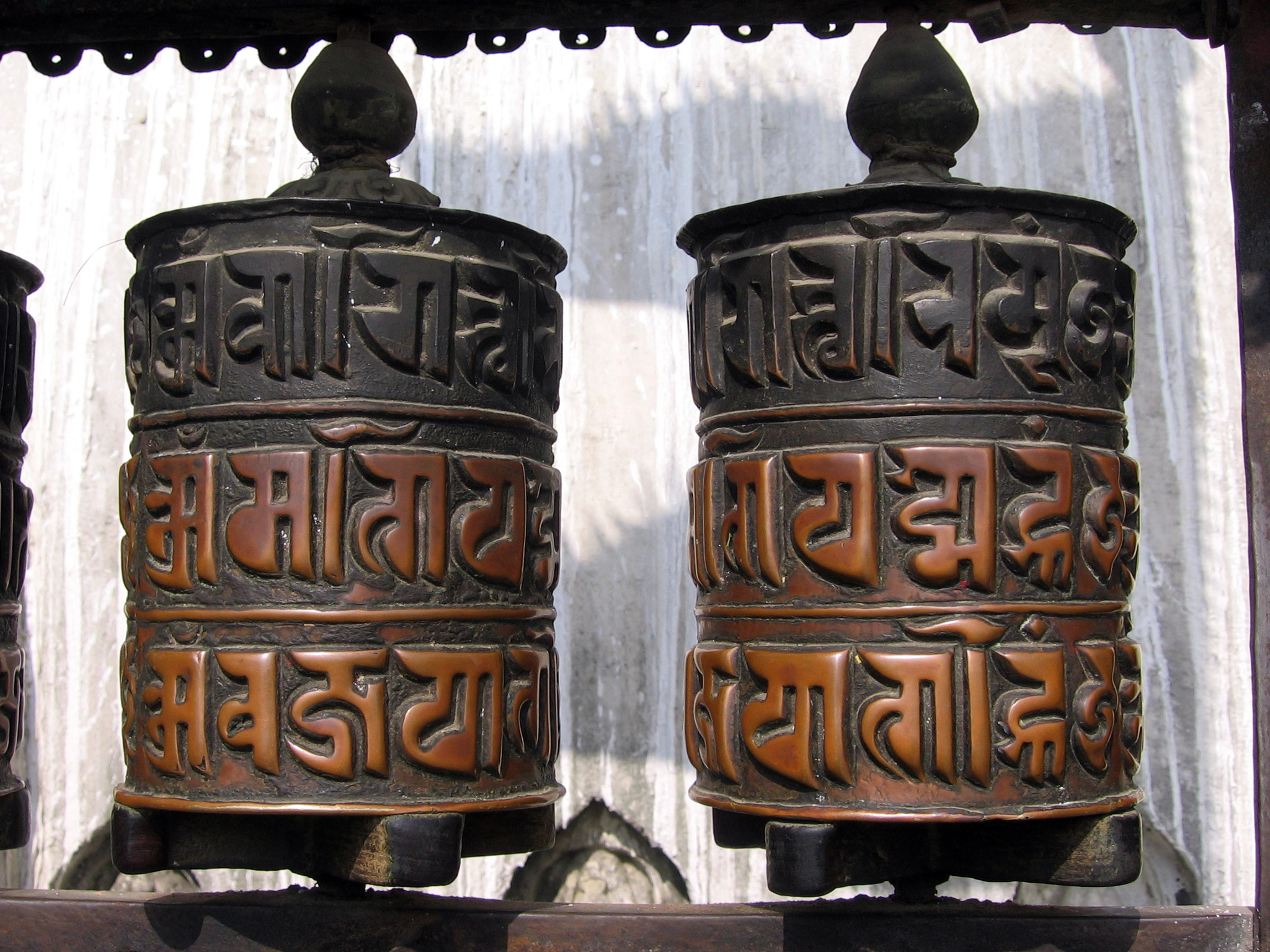
Ruedas de oración con el mantra "Om mani padme hum" en escritura Ranjana en Swayambhu, Katmandú.

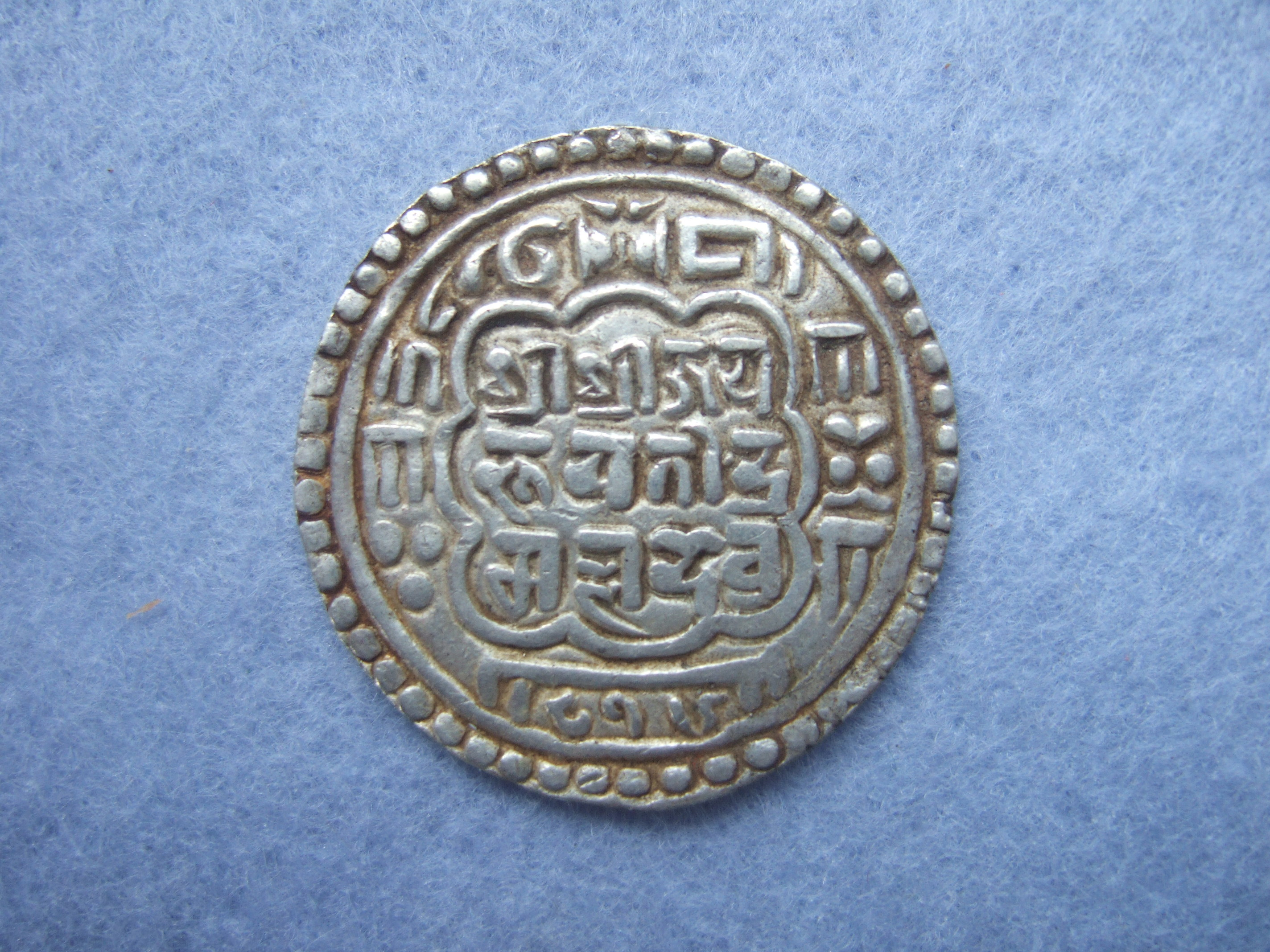
Esta moneda dice "Shree Shree Jaya Bhupatindra Malla Dev 816" (1696 d. C.) en escritura prachalit.

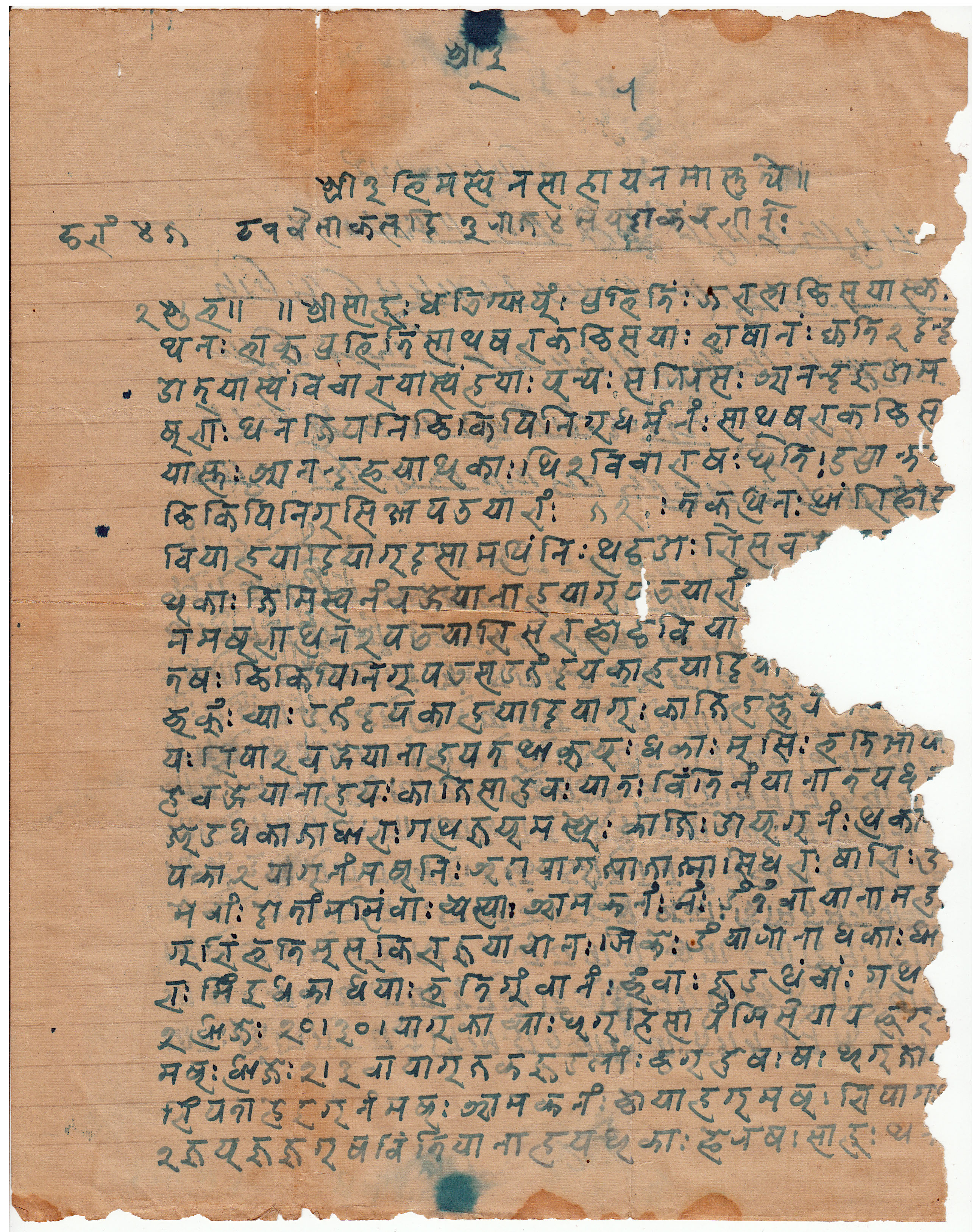
Carta en Nepal Bhasa y nepalés del 7 de mayo de 1924 enviada desde Lhasa a Katmandú.

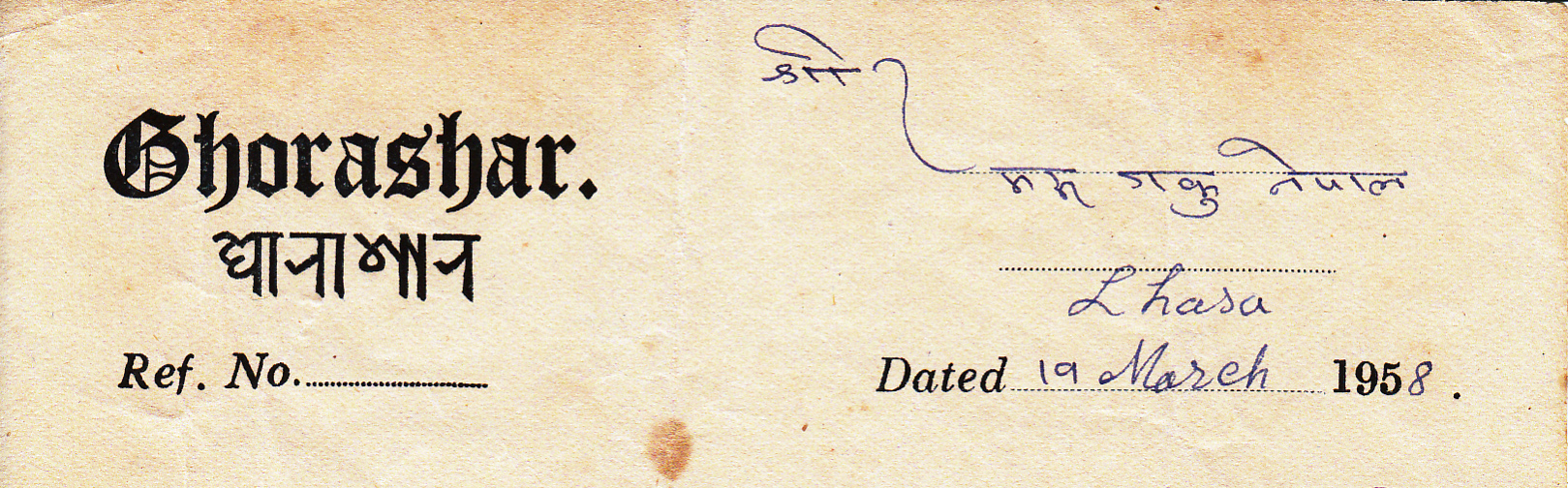
Escritura nepalí utilizada en el membrete de una casa comercial nepalesa en Lhasa con fecha de 1958.

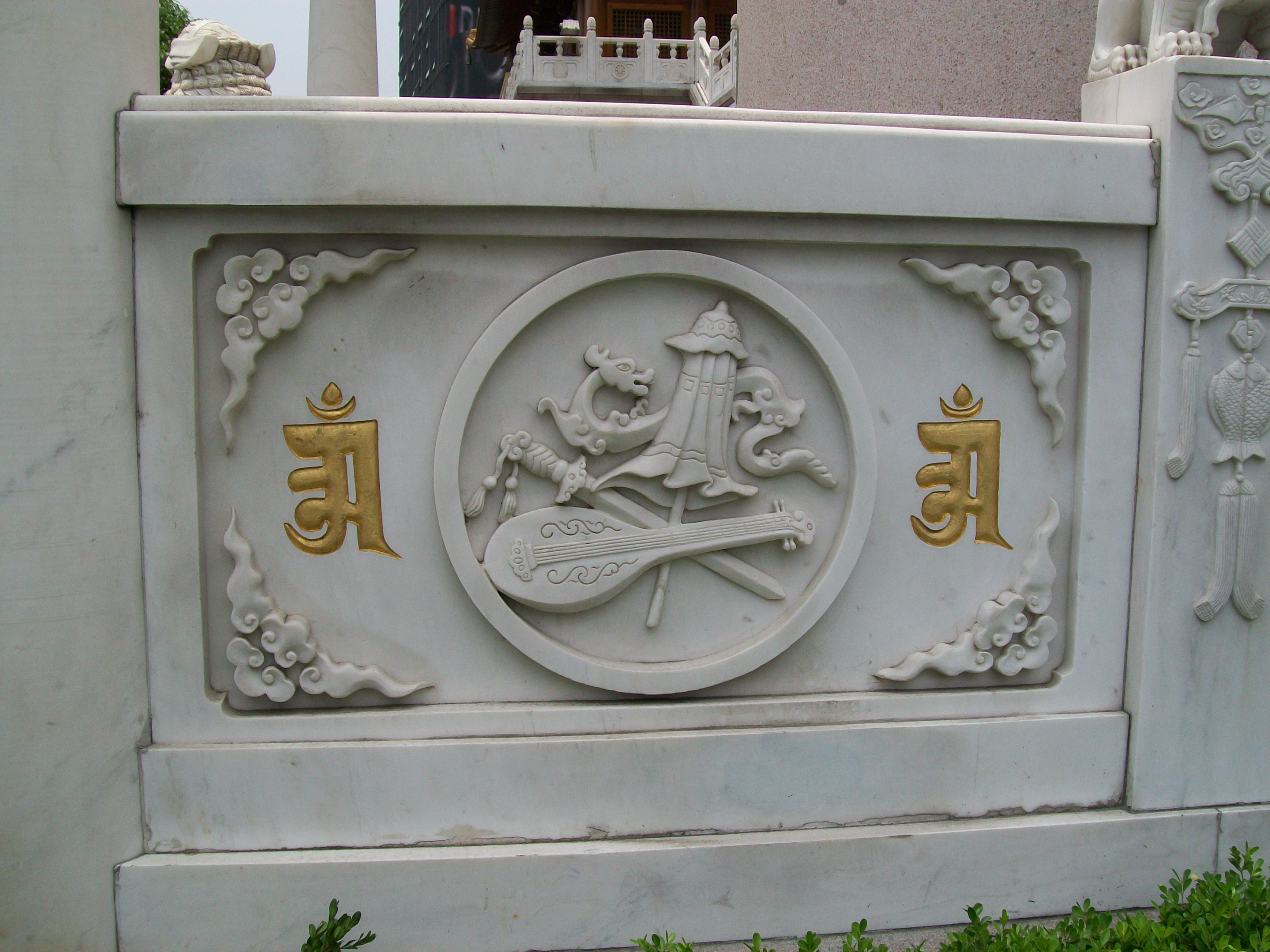
Sílabas Rañjanā "Oṃ" que rodean los implementos de los Cuatro Reyes Celestiales. Templo Jing'an, Shanghai, China.

El alfabeto Nepal o nepalí apareció en el siglo X. El ejemplo más antiguo es un manuscrito titulado Lankavatara Sutra fechado en la era Nepal 28 (correspondiente al 908 d. C.). Otro espécimen temprano es un manuscrito en hoja de palma del texto budista Prajnaparamita, fechado en el año 40 de la Era Nepal (920 d. C.). Uno de los manuscritos más antiguos del Ramayana, conservado hasta la fecha, fue escrito en Nepal Script en 1041.
La escritura se encuentra en inscripciones sobre piedra y placas de cobre, monedas (nepalese mohar), documentos de hojas de palma y manuscritos hindúes y budistas.
Entre las diferentes escrituras que surgieron basadas en la escritura de Nepal, la ranjana (que significa "delicioso"), bhujinmol ("cabeza de mosca") y prachalit ("ordinario") son las más comunes.
Ranjana es la más ornamentado de estas escrituras. Se usa más comúnmente para escribir textos budistas y para tallar mantras en ruedas de oración, santuarios, templos y monasterios. El popular mantra budista Om mani padme hum (que significa ("Salve a la joya del loto" en sánscrito) se escribe a menudo en ranjana.
Además de en el valle de Katmandú y la región del Himalaya en Nepal, la escritura ranjana se utiliza con fines sagrados en Tíbet y en el resto de China, en Japón, Corea, Mongolia, Bután, Sikkim y Ladakh.
El  templo de Jokhang en Lhasa, está decorado con mantras en relieve en escritura ranjana, y los paneles debajo de los aleros están numerados utilizando Nepal Lipi.
Entre los más conocidos textos históricos escritos en Nepal Lipi se encuentran Gopalarajavamsavali, una historia de Nepal, que apareció en 1389 d. C., el tratado Nepal-Tíbet de la Era Nepal 895 (1775 d. C.) y una carta fechada en la Era Nepal 535 (1415 d. C.) enviado por el emperador chino Tai Ming a Shakti-simha-rama, feudatario de Banepa.

### Decadencia
Las escrituras nepalíes tuvieron un uso generalizado durante mil años en Nepal. Sin embargo en 1906, el régimen de la dinastía Rana prohibió el uso oficial del Nepal Bhasa, Era Nepal (Nepal Sambat) y Nepal Lipi como parte de su política para someterlos, y esta escritura cayó en declive.
También se promovió a los escritores a pasarse al devanagari para escribir Nepal Bhasa debido a la disponibilidad de tipos móviles para imprimir, por lo que el Nepal Lipi quedó relegada a un segundo plano. Sin embargo, esta escritura siguió utilizándose con fines religiosos y ceremoniales hasta la década de 1950.

### Renacimiento
Después de que la dinastía Rana fuera derrocada y la democracia establecida en 1951, se levantaron las restricciones sobre el uso del Nepal Bhasa. Se intentó estudiar y revivir las escrituras antiguas, y se publicaron silabarios para que lo aprendieran los niños. Hemraj Shakyavamsha publicó silabarios de 15 tipos de alfabetos nepalíes, incluidos Ranjana, Bhujimol y Pachumol.
En 1952, el periodista Pushpa Ratna Sagar de Katmandú hizo en la India un tipo móvil de escritura nepalí. Este tipo se utilizó para imprimir la fecha y los títulos de los artículos de la revista mensual Thaunkanhe, la primera en Nepal Bhasa.
En 1989, se publicó el primer libro impreso con tipo de letra digital nepalí, Prasiddha Bajracharyapinigu Sanchhipta Bibaran ("Perfiles de Bajracharyas de renombre") de Badri Ratna Bajracharya.
Hoy en día, el Nepal Lipi ha dejado de ser de uso general, pero a veces se utiliza en carteles, tarjetas de invitación y de felicitación, membretes, cubiertas de libros y CD, etiquetas de productos y cabeceras de periódicos. Varias organizaciones privadas participan en su estudio y promoción.
Nepal Lipi (con el nombre “Newa”) fue  aprobado para su inclusión en Unicode 9.0.

## Tipos
Las diferentes escrituras derivadas de la escritura de Nepal son las siguientes:
- Alfabeto ranjana
- Alfabeto bhujimol
  - Escritura litumol
  - Escritura kwenmol
  - Escritura golmol
- Alfabeto prachalit (o pracalit)
  - Escritura kunmol
  - Escritura pachumol
  - Escritura ninmol

## Descripción

### Consonantes
| Pracalit | Rañjanā | Dev. | Rom. |
| -------- | ------- | ---- | ---- |
|          |         | क    | ka   |
|          |         | ख    | kha  |
|          |         | ग    | ga   |
|          |         | घ    | gha  |
|          |         | ङ    | ṅa   |
|          |         | ह्ङ   | ṅha  |
|          |         | च    | ca   |
|          |         | छ    | cha  |
|          |         | ज    | ja   |
|          |         | झ    | jha  |
|          |         | ञ    | ña   |
|          |         | ह्ञ्   | ñha  |

| Pracalit | Rañjanā | Dev. | Rom. |
| -------- | ------- | ---- | ---- |
|          |         | ट    | ṭa   |
|          |         | ठ    | ṭha  |
|          |         | ड    | ḍa   |
|          |         | ढ    | ḍha  |
|          |         | ण    | ṇa   |
|          |         | ह्ण   | ṇha  |
|          |         | त    | ta   |
|          |         | थ    | tha  |
|          |         | द    | da   |
|          |         | ध    | dha  |
|          |         | न    | na   |
|          |         | ह्न   | nha  |

| Pracalit | Rañjanā | Dev. | Rom. |
| -------- | ------- | ---- | ---- |
|          |         | प    | pa   |
|          |         | फ    | pha  |
|          |         | ब    | ba   |
|          |         | भ    | bha  |
|          |         | म    | ma   |
|          |         | ह्म   | mha  |
|          |         | य    | ya   |
|          |         | र    | ra   |
|          |         | ह्र   | rha  |
|          |         | ल    | la   |
|          |         | ह्ल   | lha  |
|          |         | व    | va   |

| Pracalit | Rañjanā | Dev. | Rom. |
| -------- | ------- | ---- | ---- |
|          |         | श    | śa   |
|          |         | ष    | ṣa   |
|          |         | स    | sa   |
|          |         | ह    | ha   |
|          |         | क्ष   | kṣa  |
|          |         | त्र   | tra  |
|          |         | ज्ञ   | jña  |

Las letras compuestas kṣa, tra y jña suelen considerarse letras separadas, aunque se enseñan junto con las demás. Dado que el idioma newari carece de consonantes retroflejas, las letras ṭa, ṭha, ḍa, ḍha, ṇa y ṣa solo se usan en préstamos. Lo mismo ocurre con la letra śa. El newari, por otra parte, cuenta con varias consonantes sonantes que se pronuncian con voz laringalizada (ṅha, ñha, ṇha, nha, mha, rha y lha). Estas consonantes se representan mediante letras compuestas por la letra ha combinada con la letra de la sonante modal correspondiente.

#### Formas contextuales

Letras con formas alternativas (bha y ha) y letras que forman ligaduras con la vocal u (ja y ra). Nótese también que la u cambia de forma al combinarse con bha.

Algunas letras presentan formas alternativas que se usan cuando se combinan con determinados diacríticos vocálicos o cuando forman parte de un grupo consonántico.
- Las letras bha y ha cambia de apariencia al combinarse con cualquiera de los diacríticos vocálicos u, ū, ṛ, ṝ, ḷ y ḹ.
- Las letras ja y ra forman ligaduras con las vocales u y ū.
- La vocal u cambia de apariencia al combinarse con las letras ga, ta, bha y śa.

#### Letras compuestas
Los grupos consonánticos se escriben uniendo varias letras consonantes en complejas ligaduras. Su escritura efectiva depende de la forma de las letras, y algunas letras tienen formas alternativas que se usan dependiendo de su posición en el grupo.

### Vocales
| Pracalit | Rañjanā | Dev. | Rom. |
| -------- | ------- | ---- | ---- |
|          |         | अ    | a    |
|          |         | आ    | ā    |
|          |         | इ    | i    |
|          |         | ई    | ī    |
|          |         | उ    | u    |
|          |         | ऊ    | ū    |

| Pracalit | Rañjanā | Dev. | Rom. |
| -------- | ------- | ---- | ---- |
|          |         | ऋ    | ṛ    |
|          |         | ॠ    | ṝ    |
|          |         | ए    | e    |
|          |         | ऐ    | ai   |
|          |         | ओ    | o    |
|          |         | औ    | au   |

| Pracalit | Rañjanā | Dev. | Rom. |
| -------- | ------- | ---- | ---- |
|          |         | अय्   | ay   |
|          |         | आय्   | āy   |
|          |         | एय्   | ey   |

La vocal ṛ, que en sánscrito representa un sonido [ṛ] que forma sílaba se utiliza en la escritura newar para representar la sílaba ri.
En newari, las vocales a y ā se pronuncian con distintas cualidades vocales. Para poder escribir sus equivalentes largos, algunos diacríticos tienen propiedades parcialmente diferentes a lo que por otra parte sería habitual en las escrituras bráhmicas.
| Letra    | Letra   | Nombre      | Nombre     | Transcripción | Transcripción | Descripción |
| Pracalit | Rañjanā | Sánscrito   | Newari     | Dev.          | Rom.          | Descripción |
| -------- | ------- | ----------- | ---------- | ------------- | ------------- | --- |
|          |         | visarga     | lyuphuti   | अः             | aḥ            | Utilizado habitualmente para indicar que una vocal va segunda de un sonido h. En newari se usa sin embargo para indicar una vocal larga. |
|          |         | candrabindu | milaphuti  | अँ             | am̐            | Indica una vocal nasal. |
|          |         | anusvāra    | sinhaphuti | अं             | aṃ            | En otras palabras, se puede considerar como una combinación de visarga y chandrabindu.                                                   |

#### Diacríticos vocálicos

##### Pracalit
Algunos de los diacríticos vocálicos tienen apariencias diferentes have different appearances dependiendo de si la consonante tiene una línea superior o no. Hay hasta siete consonantes sin línea superior: ga, ña, ṭha, ṇa, tha, dha y śa.
|      | a | aḥ | ā | āḥ | i | ī | u | ū | ṛ | ṝ | e | ai | o | au | am̐ | aṃ |
| ---- | - | -- | - | -- | - | - | - | - | - | - | - | -- | - | -- | -- | -- |
| क ka |   |    |   |    |   |   |   |   |   |   |   |    |   |    |    |    |
| ग ga |   |    |   |    |   |   |   |   |   |   |   |    |   |    |    |    |

##### Rañjanā
Los discríticos vocálicos pueden tener hasta tres formas diferentes dependiendo de la consonante con la que se combinan. El modelo de ka también se aplica a ja, kṣa y jña. El modelo de ga también se aplica a kha, ña, ṭha, ṇa, tha, dha y sha. El modelo de ba se aplica a las demás letras.

Modelo de क ka
Modelo de ग ga
Modelo de ब ba

## Galería

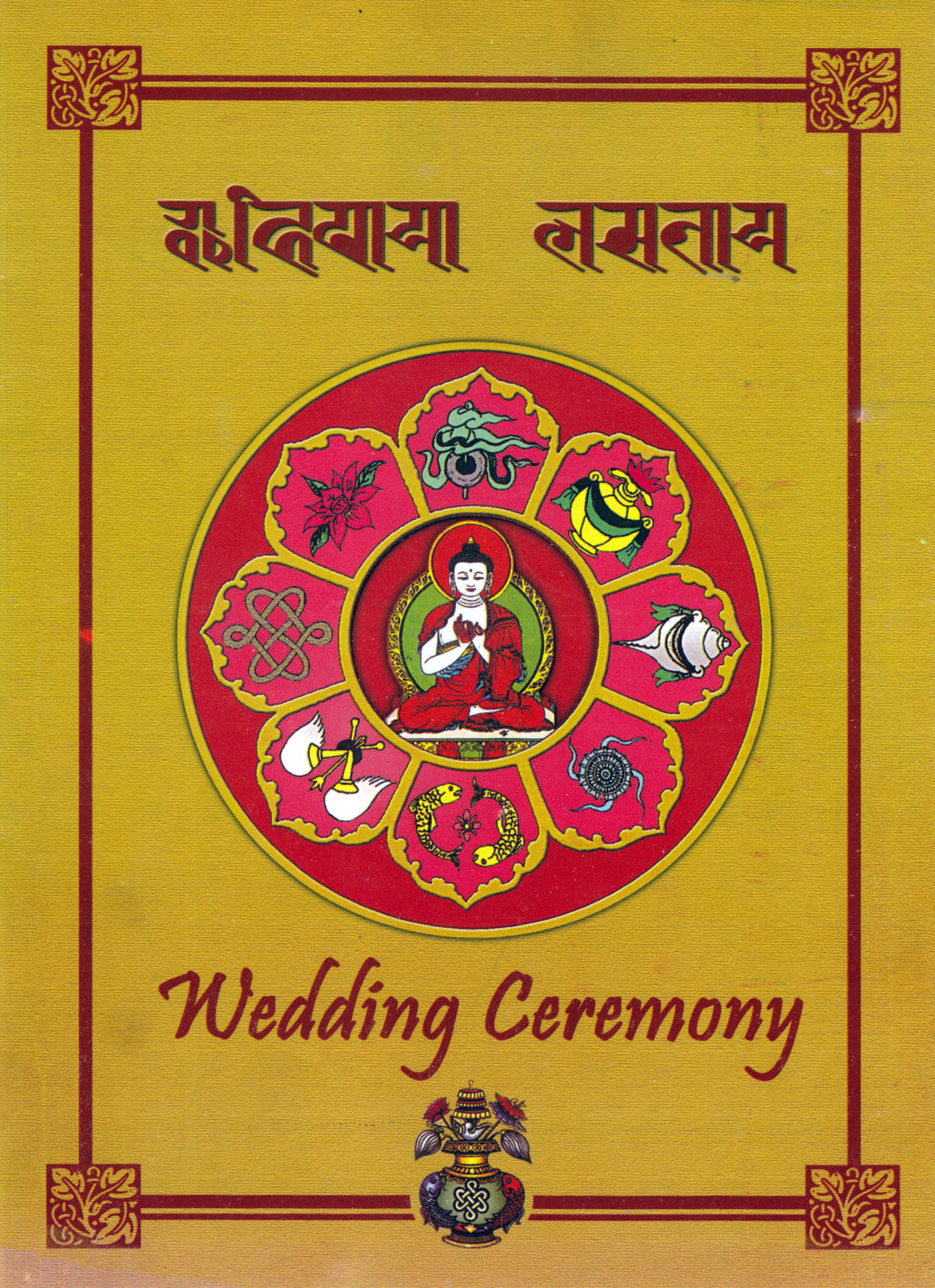
Tarjeta de invitación.
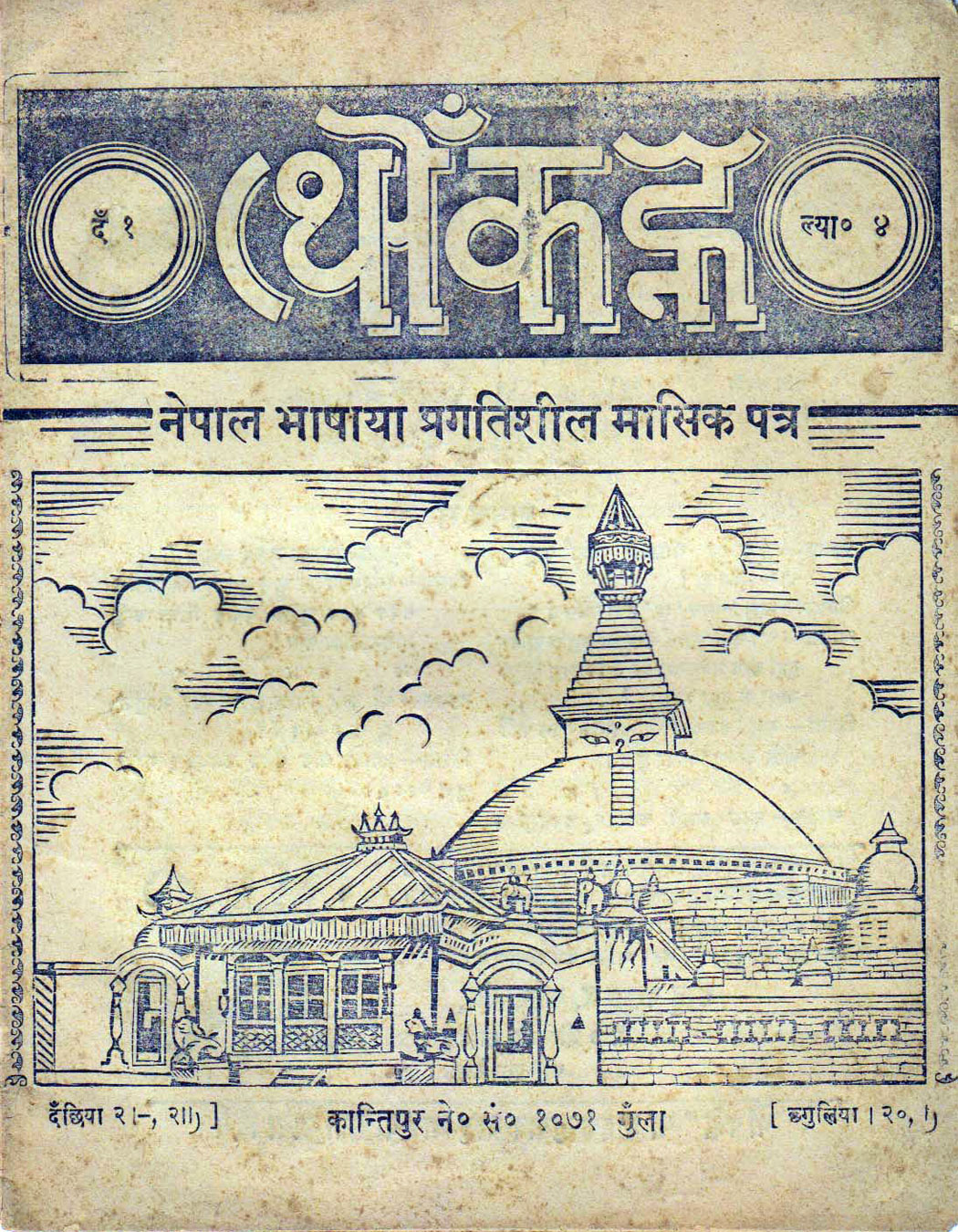
Revista mensual Thaunkanhe
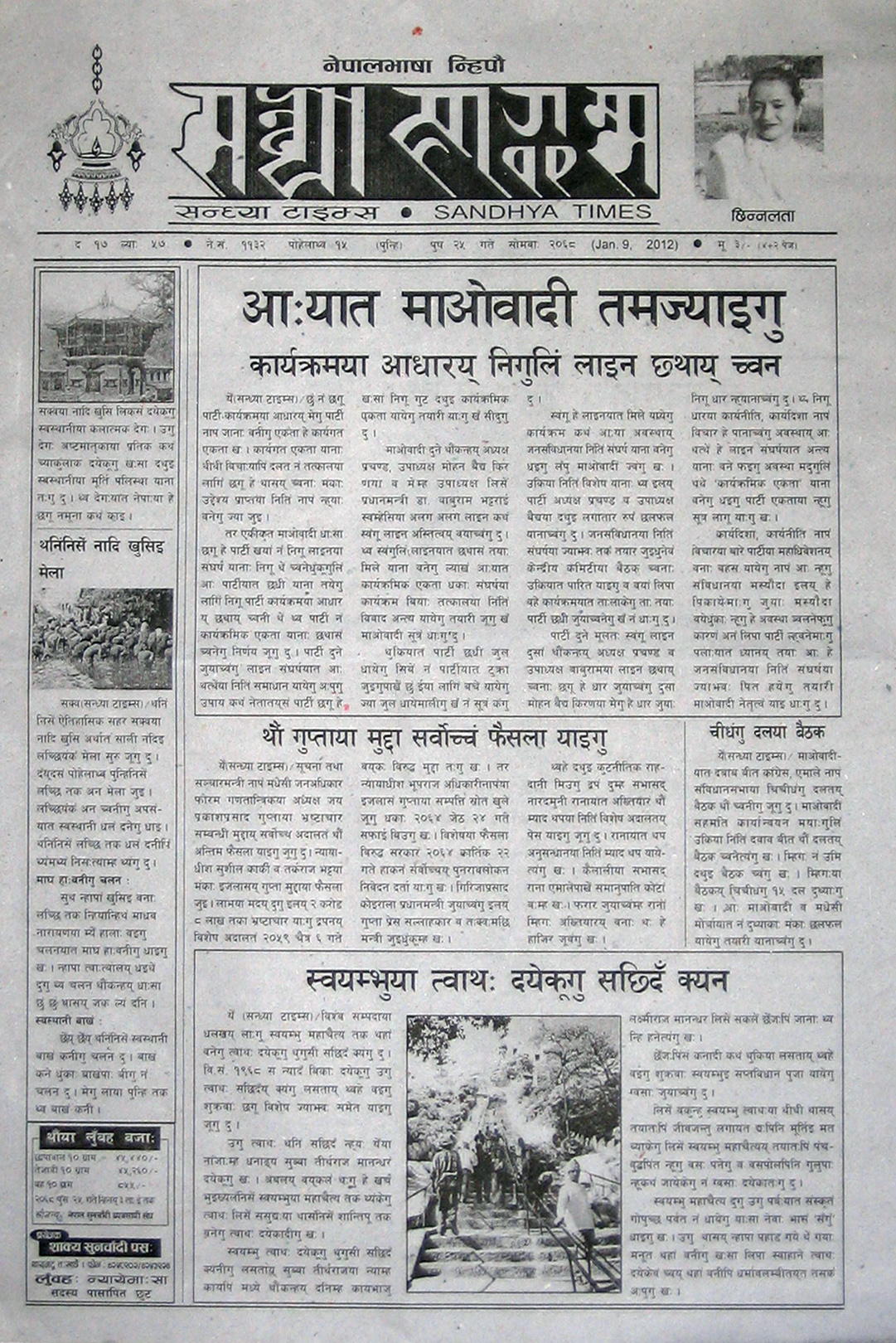
Diario Sandhya Times
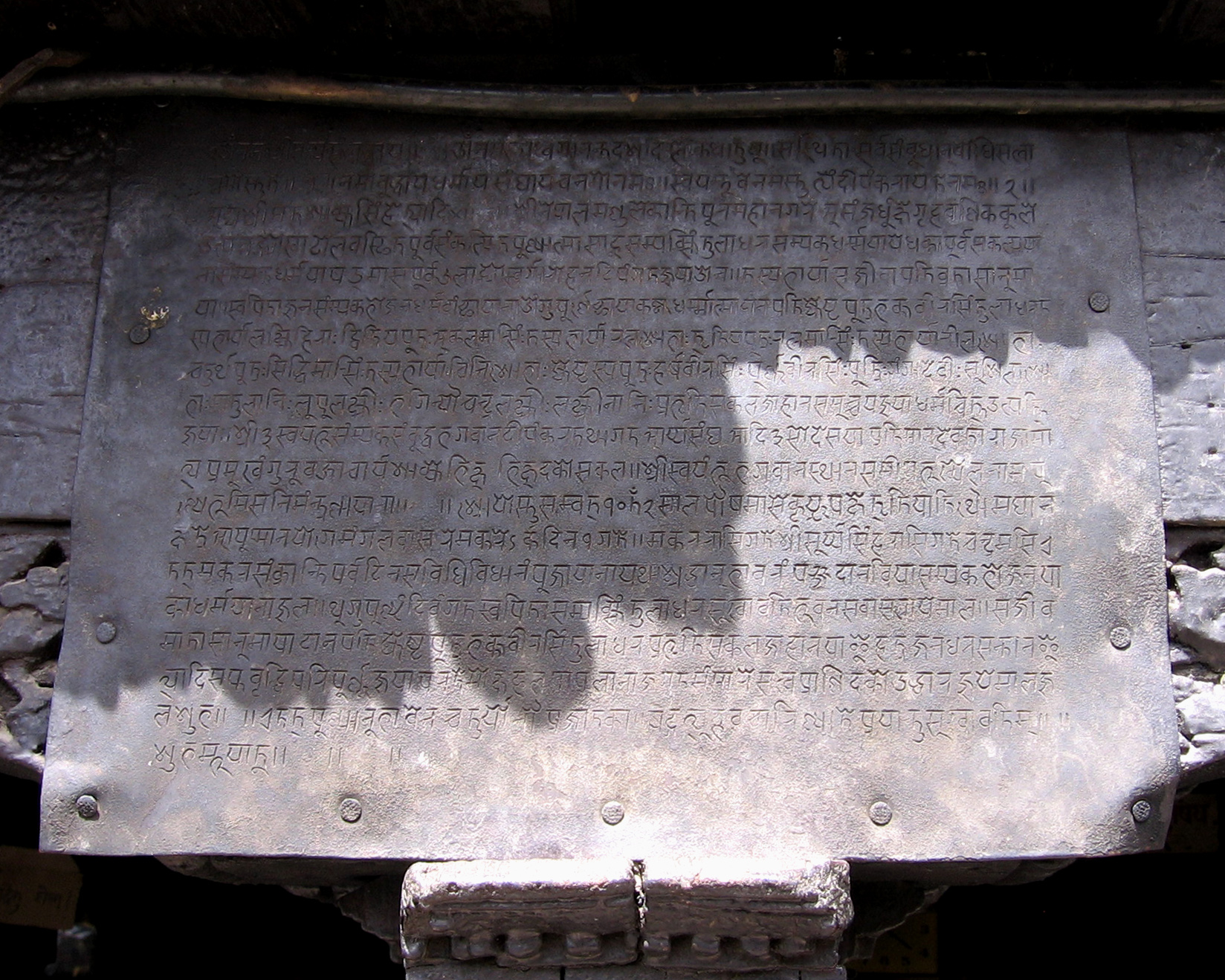
Inscripción de cobre de 1952 d.C.
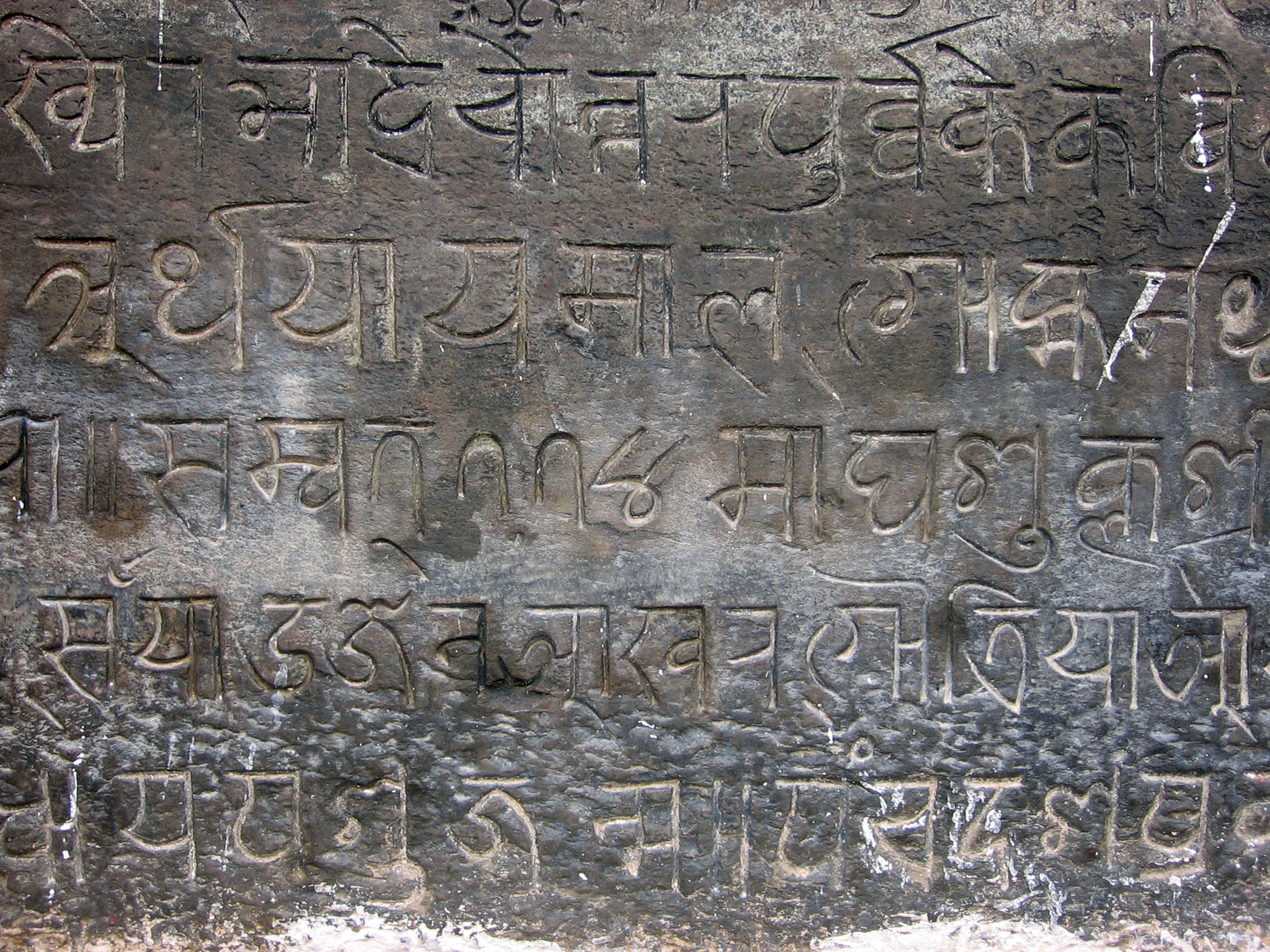
Inscripción de piedra de 1654 d.C.
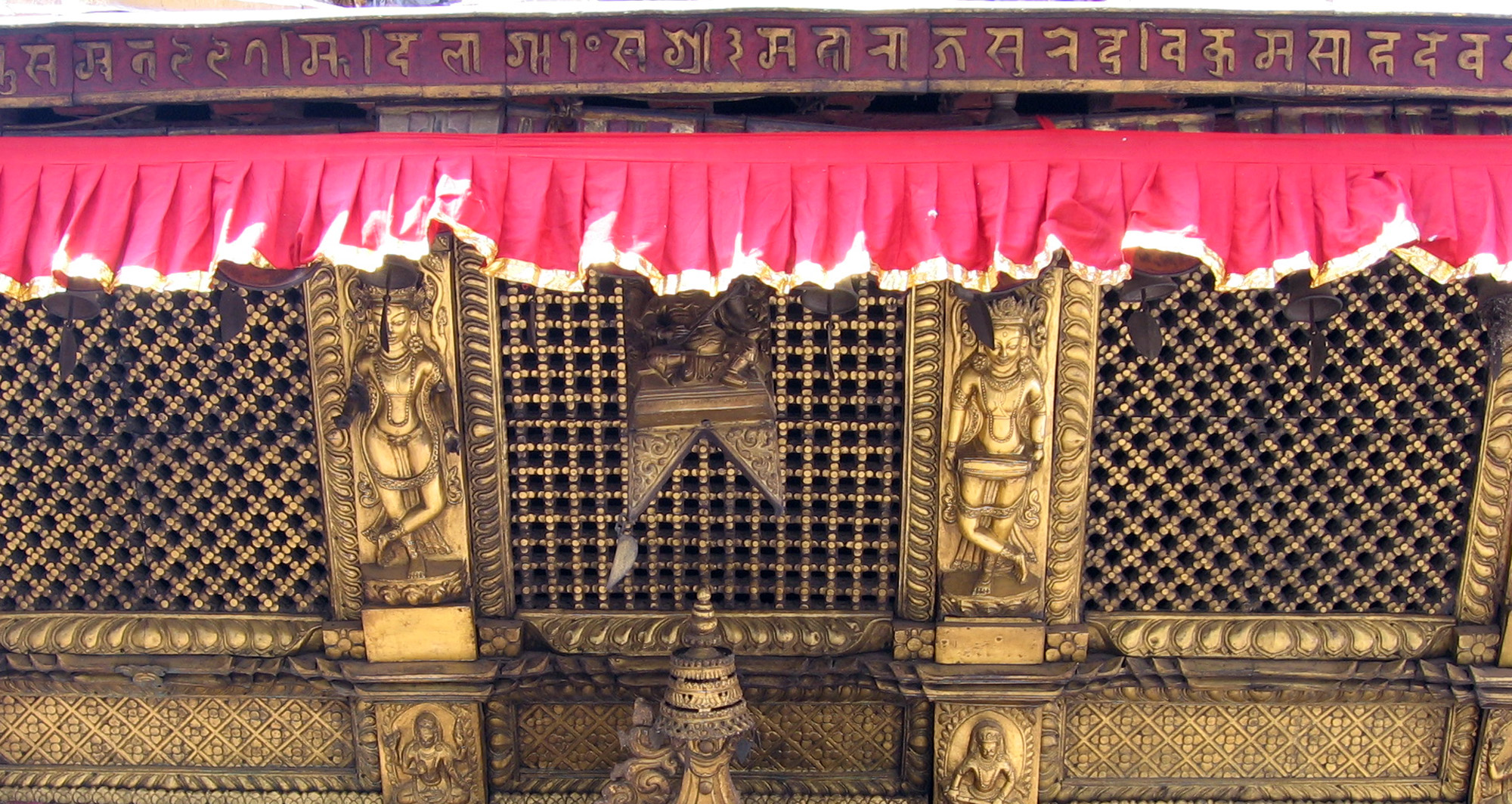
Rotulación en relieve de 1877 d.C.
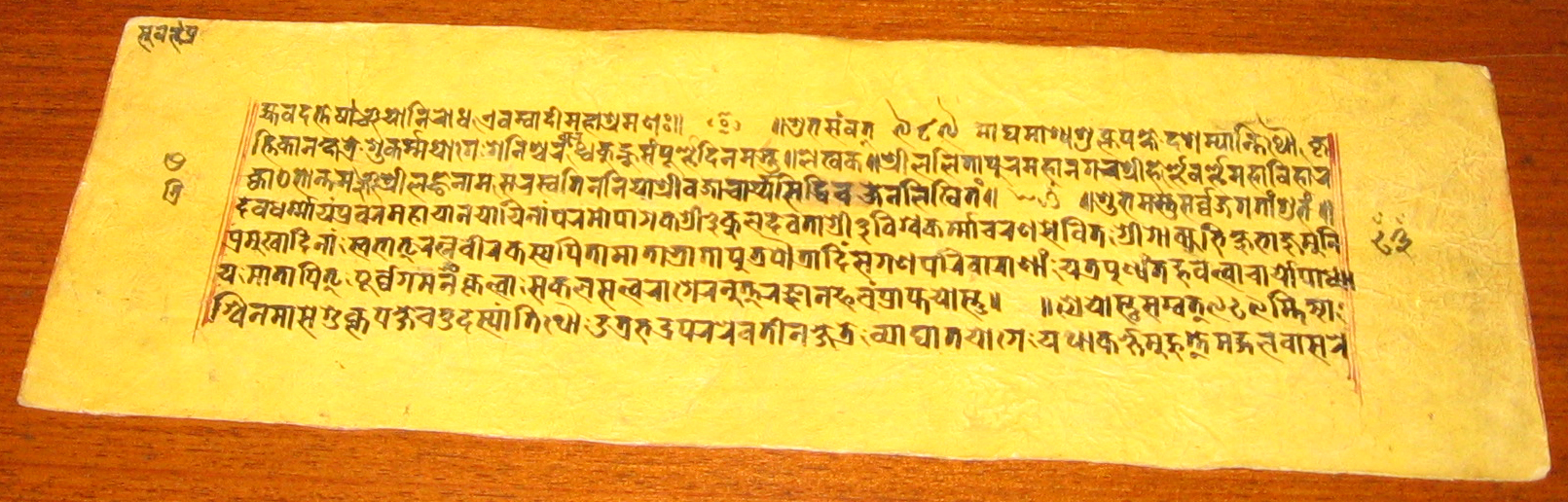
Manuscrito budista sánscrito en escritura nepalí de 1869 d.C.
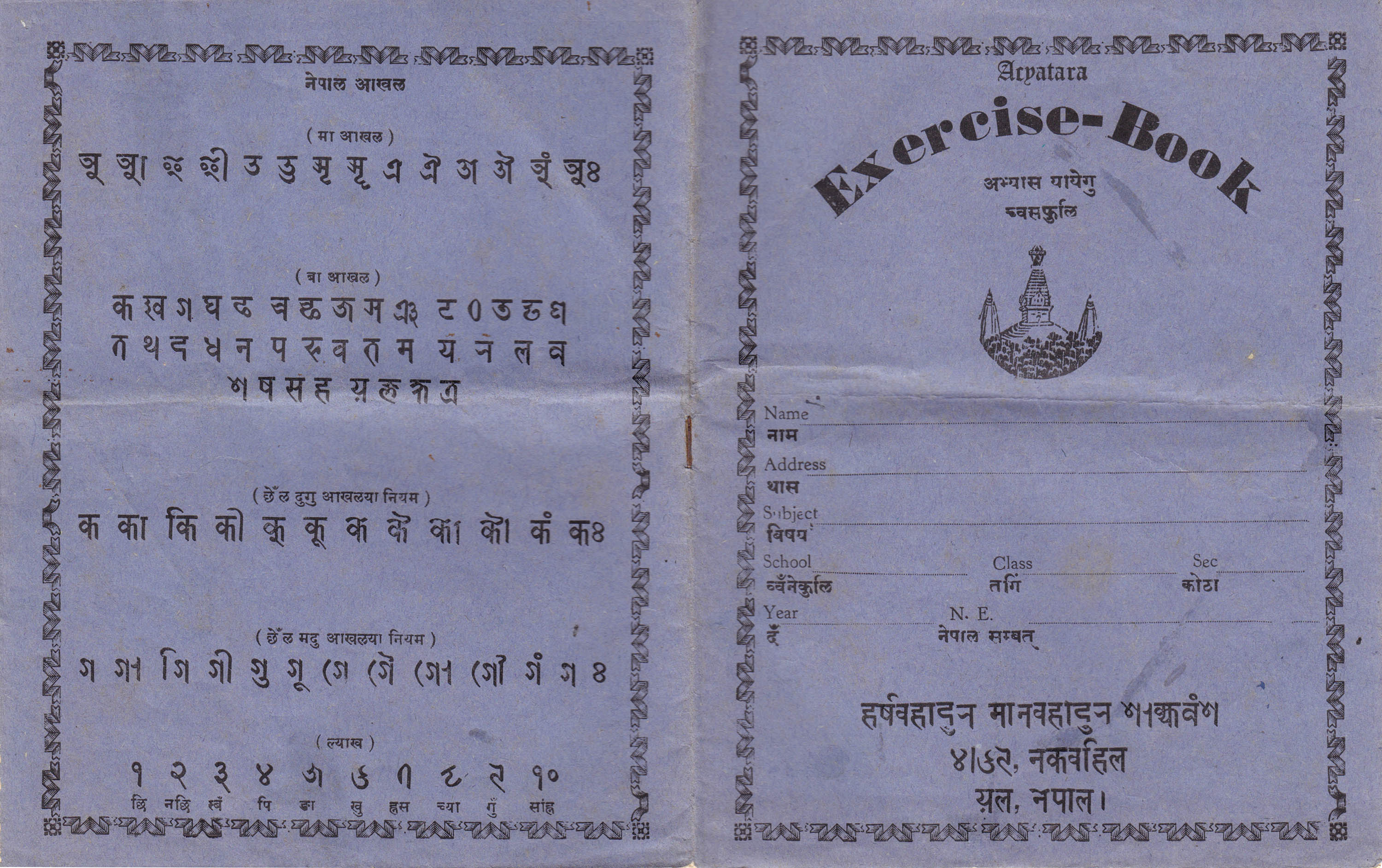
Cuaderno de escritura Prachalit Nepal.